# Lange Haven 141
Lange Haven 141 is een Nederlands koopmanshuis in de gemeente Schiedam en heeft de beschermde status van rijksmonument (33208).

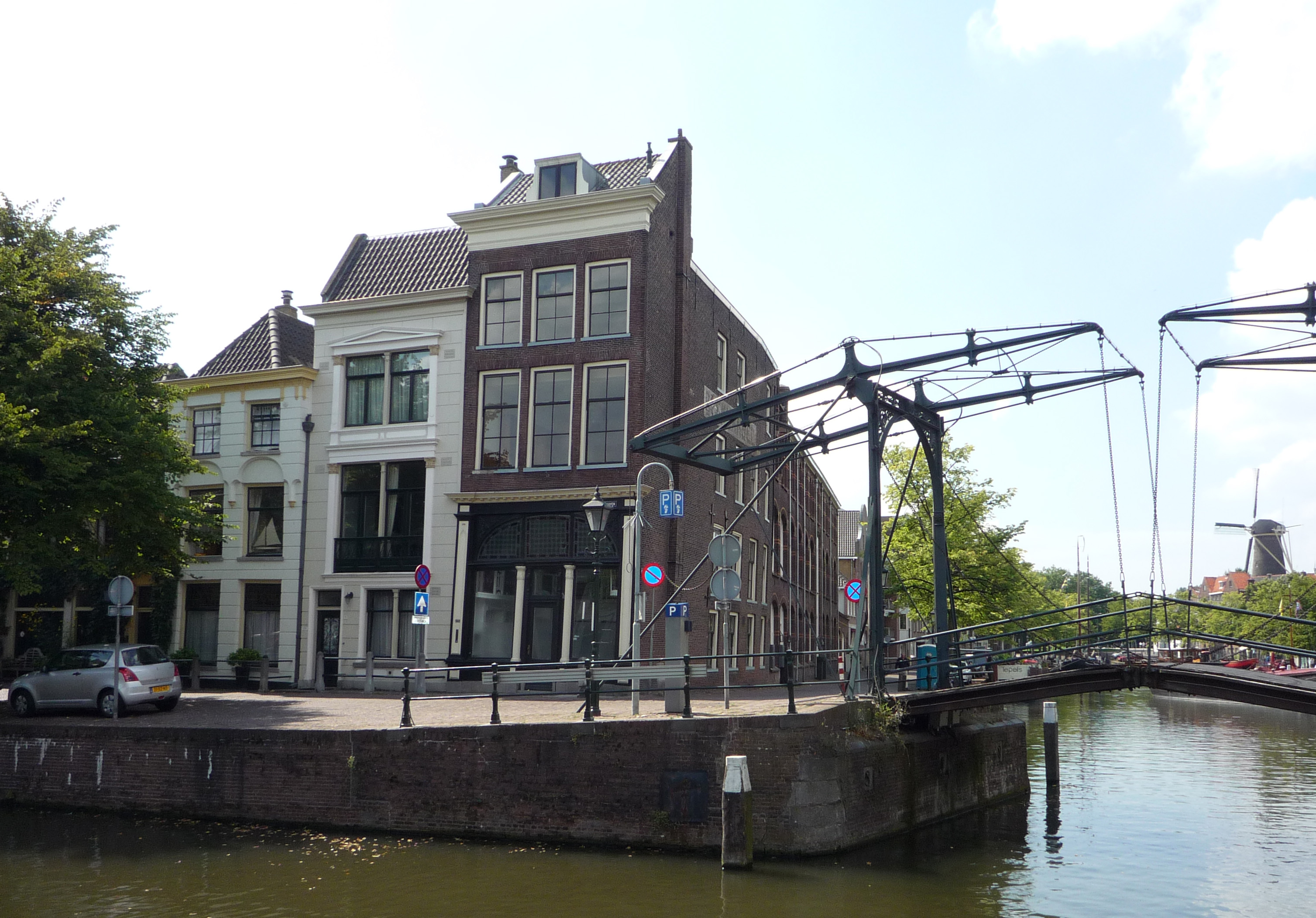
Lange Haven 141

Het hoge koopmanshuis met rijk geprofileerde kroonlijst en hardstenen vensterdorpels staat op de hoek van de Lange Haven met de Korte Haven. Het pand heeft een curieuze winkelpui en binnenpui. Ervoor staat nog één stoeppaal.
De gevel is in het 4e kwart van de 18e eeuw gebouwd, terwijl het pand zelf mogelijk van oudere datum is.
Het huidige systeem van huisnummering is pas aan het einde van de 19e eeuw ingevoerd. In de periode daarvoor is het pand aangeduid met Lange Haven, wijk A, nr. 150.

## Opbouw en indeling
Het pand Lange Haven 141 heeft een begane grond met daarboven drie verdiepingen en een zolder. Het pand is ongeveer 4,5 meter breed en 16 meter diep. De verdiepingen zijn ingedeeld in een ruimte van ongeveer 6 meter diep aan de voorzijde (zonder ramen aan de zijkant), een tussenstuk van ca. 1,5 meter en tot slot een 8,5 meter diepe ruimte.
De begane grond heeft aan de voorzijde een winkelruimte van twee verdiepingen hoog. De winkel heeft een vide met smalle galerijen aan de zijkant en 19e-eeuwse betimmering in eclectische stijl (een bouwkunststroming tussen 1870 en 1900). Aan de buitenzijde is de ruimte gemarkeerd door de 'curieuze winkelpui' met halve zuiltjes en glas-in-loodramen in het bovenste gedeelte.

## Historie

### Abraham Bakker
In 1780 koopt Abraham Bakker huis en erf op de plek van het huidige adres Lange Haven 141. Hij overlijdt in 1817 en zijn erfgenamen verkopen de boel in 1819 aan Pigeaud.
Gezien de datering van het huidige pand heeft Abraham Bakker het pand of de gevel misschien wel laten bouwen. Hiervoor zijn nog geen andere aanwijzingen dan de datering gevonden.
Bakker was stadsdrukker van Schiedam van 1780 tot 1800.

### Pigeaud
Van 1819 tot 1839 woont Cornelis Pigeaud in het hoekpand van de Lange Haven met de Korte Haven. Hij verkoopt het pand in 1848 aan Roelants (zie onder). Wat er in de tussentijd met het pand gebeurt, is niet duidelijk. Pigeaud is respectievelijk drogist, tabaks(ver)koper, koopman en winkelier.

### Roelants

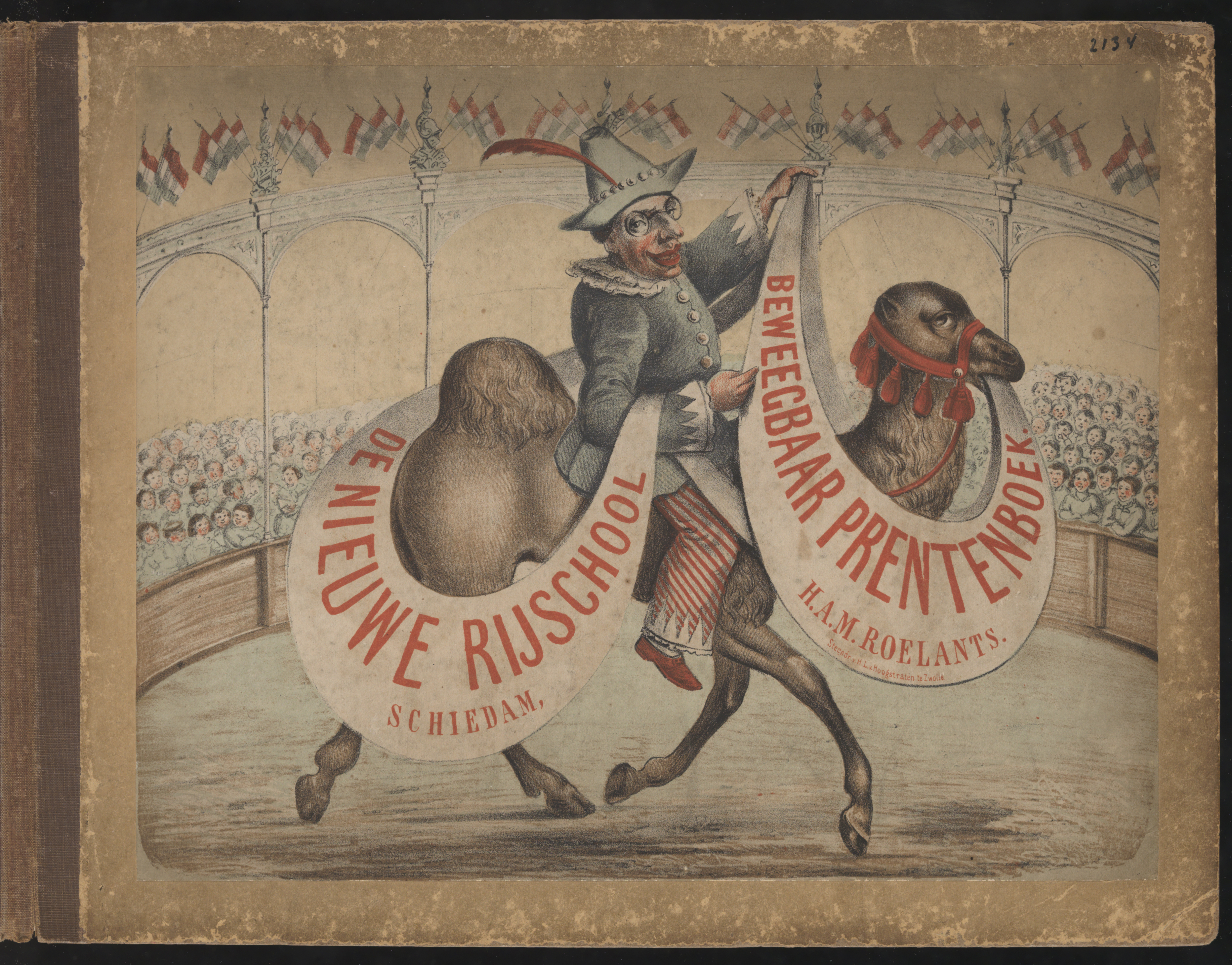
Voorkant van De nieuwe rijschool, uitgegeven door H.A.M. Roelants in 1856

Op 30 september 1848 koopt Hendrik Adriaan Marius Roelants Lange Haven 141. Roelants werkt sinds 1846 als zelfstandig boekhandelaar in Schiedam en vanaf oktober 1849 is de firma H.A.M. Roelants officieel gevestigd in het pand aan de Lange Haven. In 1856 geeft het bedrijf De nieuwe rijschool uit, het eerste Nederlandse beweegbare prentenboek voor kinderen. In 1862 krijgt hij de kans om het achter zijn woonhuis gelegen pakhuis ‘Polen’ te kopen. 1 januari 1863 kan als startdatum van de (later Koninklijke) drukkerij worden beschouwd. Later wordt de startdatum van de boekhandel(sactiviteiten) regelmatig aangehaald als de startdatum van de drukkerij, ook door Roelants zelf. In 1864 en 1877 worden ook weer aangrenzende panden aan de Korte en Lange Haven gekocht. De panden worden met elkaar verbonden en zo ontstaat een groot complex.
In 1848 verschijnt bij Roelants de eerste druk van W.P. Razoux' Nederlandse vertaling van Heinrich Hoffmanns Lustige Geschichten und drollige Bilder mit 15 schön kolorirten Tafeln für Kinder von 3-6 Jahren onder de titel Een aardig prentenboek met leerzame vertellingen naar het beroemde Hoogduitsche kinderwerk ‘Der Struwwelpeter’, voor Nederlandsche Jongens en Meisjes bewerkt, later algemeen bekend als Piet de Smeerpoets. In 1867 wordt door Roelants de eerste druk van Snikken en Grimlachjes van de dichter Piet Paaltjens vervaardigd.
Daarnaast worden er ook de Nederlandse vertalingen van de werken van Charles Dickens gedrukt, onder andere David Copperfield. Andere noemenswaardige uitgaven zijn de volledige werken van Vondel en een uitgave van de bijbel.
Eind 1905 verkoopt Roelants de boekhandel. De focus van de drukkerij is in de jaren ervoor verschoven naar ander drukwerk dan boeken, bijvoorbeeld tram- en bioscoopkaartjes.
In de Tweede Wereldoorlog wordt er illegaal het (Rotterdamse) Parool gedrukt. Hiervoor ontving de firma een glas-in-loodraam met de tekst: In dit gebouw werd niet gedispereerd maar het Parool gedrukt, vrij onverveerd. Het raam is niet meer in het pand aanwezig.
In 1999 verlaat drukkerij Roelants het pand aan de Lange Haven 141 definitief.

### Verbouwingen en restauratie
Vermoedelijk tussen 1850 en 1875 maar in ieder geval voor 1886 wordt aan het pand een winkelpui toegevoegd.
J.W.H. Hartkamp is in 1910 verantwoordelijk voor de ver- en herbouw van de drukkerij-panden die achter nummer 141 liggen.
In 1948 wordt op de eerste verdieping een nieuw raam gemaakt. Dit raam komt recht boven een reeds bestaand raam op de begane grond en krijgt hetzelfde uiterlijk als de bestaande ramen.
In 1990 begint een algehele restauratie die in 1991 wordt afgerond en met een gevelsteen wordt gemarkeerd. Tijdens deze verbouwing is een staalconstructie aangebracht om te voorkomen dat de gevel van het huis verder scheef zou gaan staan. Daarnaast krijgt de donkergroene winkelpui enkele lichte accenten, en worden de halfhoge glas-in-lood-voorzetruiten met blank glas vervangen door meerkleurige exemplaren. Deze voorzetruiten zijn inmiddels weer verdwenen. Op de 2e verdieping is lambrisering en stucversiering aangebracht in 19e-eeuwse stijl. In de zijgevel van deze verdieping wordt een extra raam gemaakt, recht boven het in 1948 gemaakte raam. Helaas verdwenen bij deze restauratie twee gietijzeren raamhekjes uit de zijgevel van de eerste verdieping.

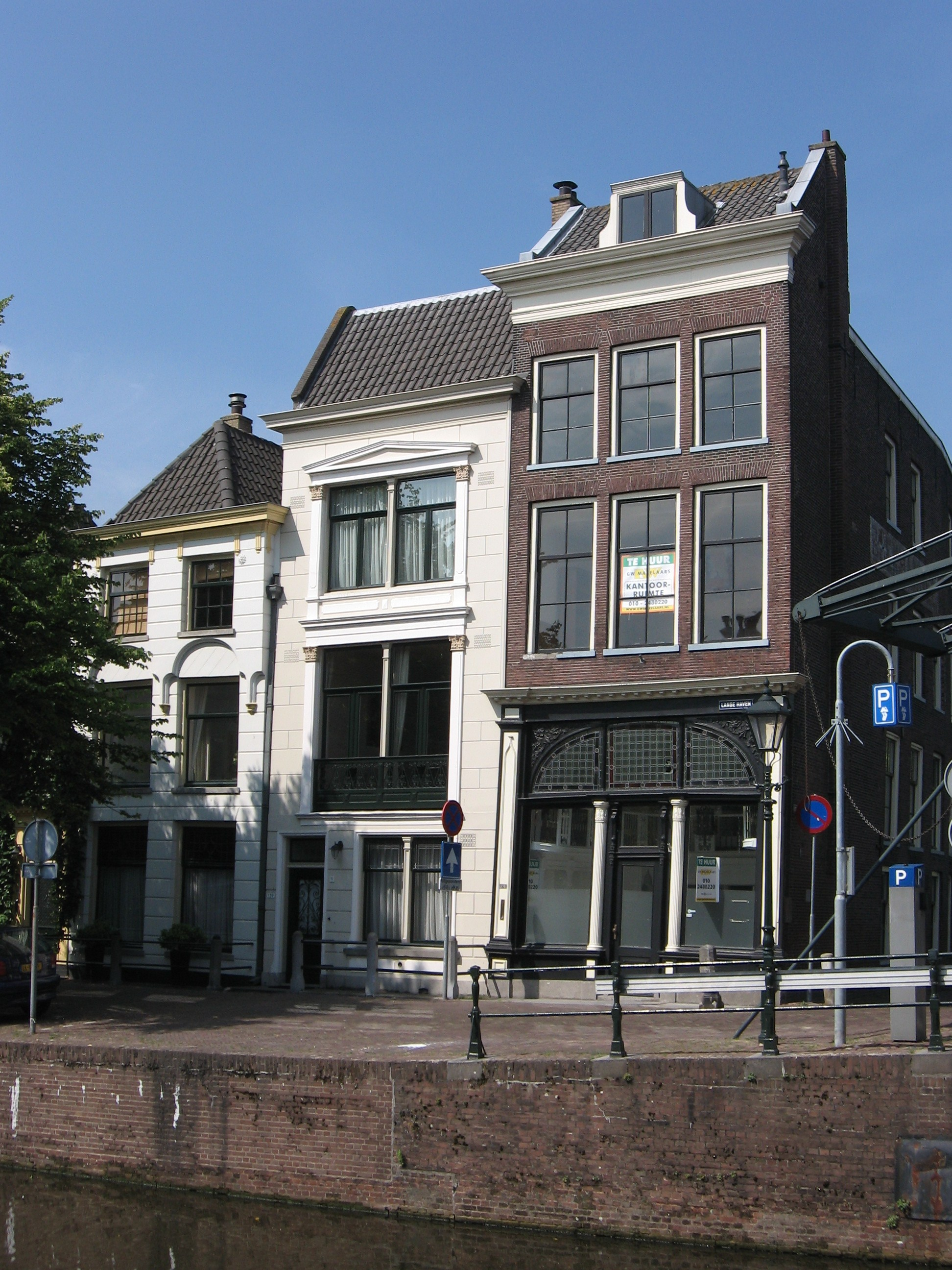
Voorgevel
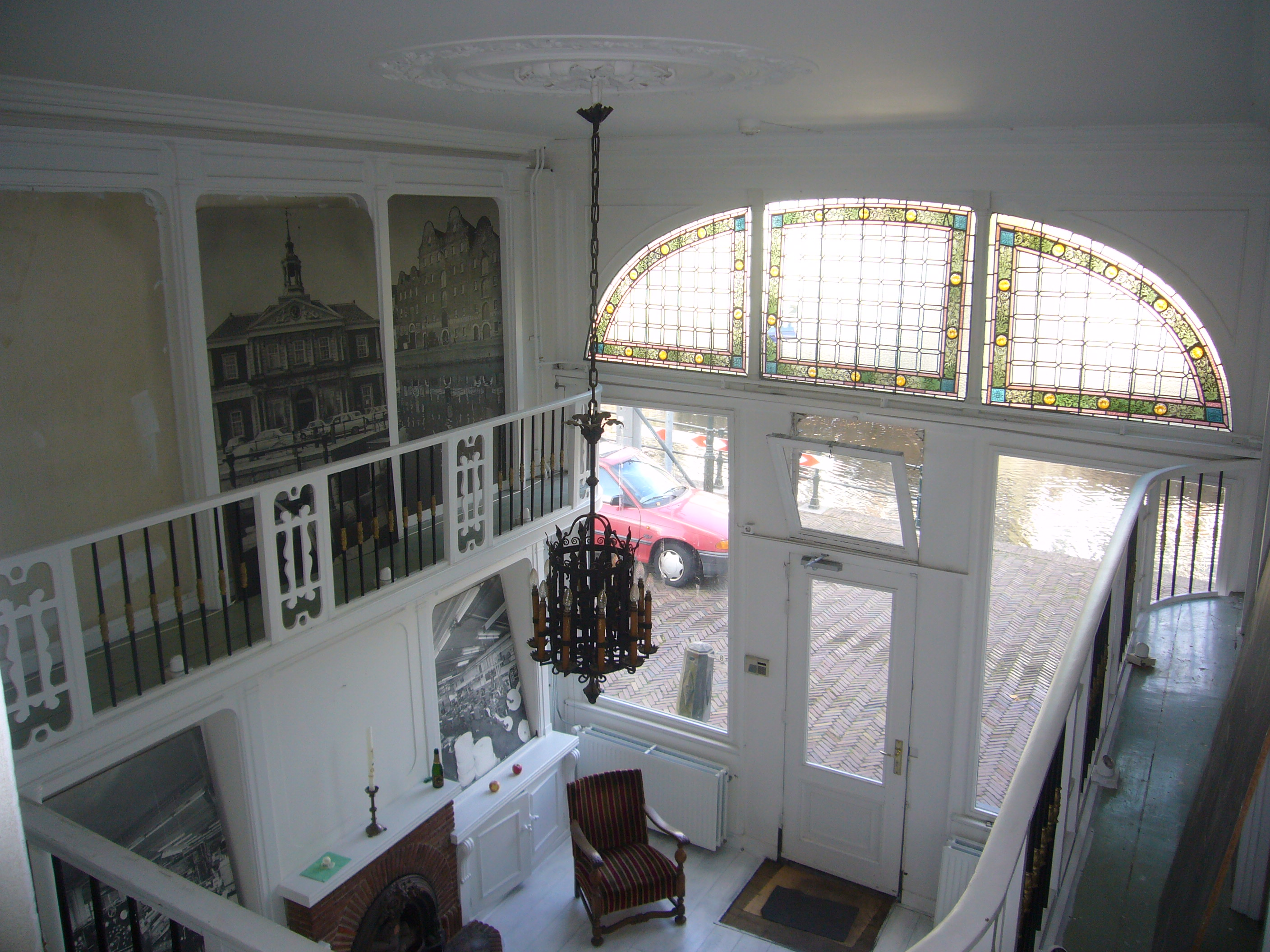
Interieur
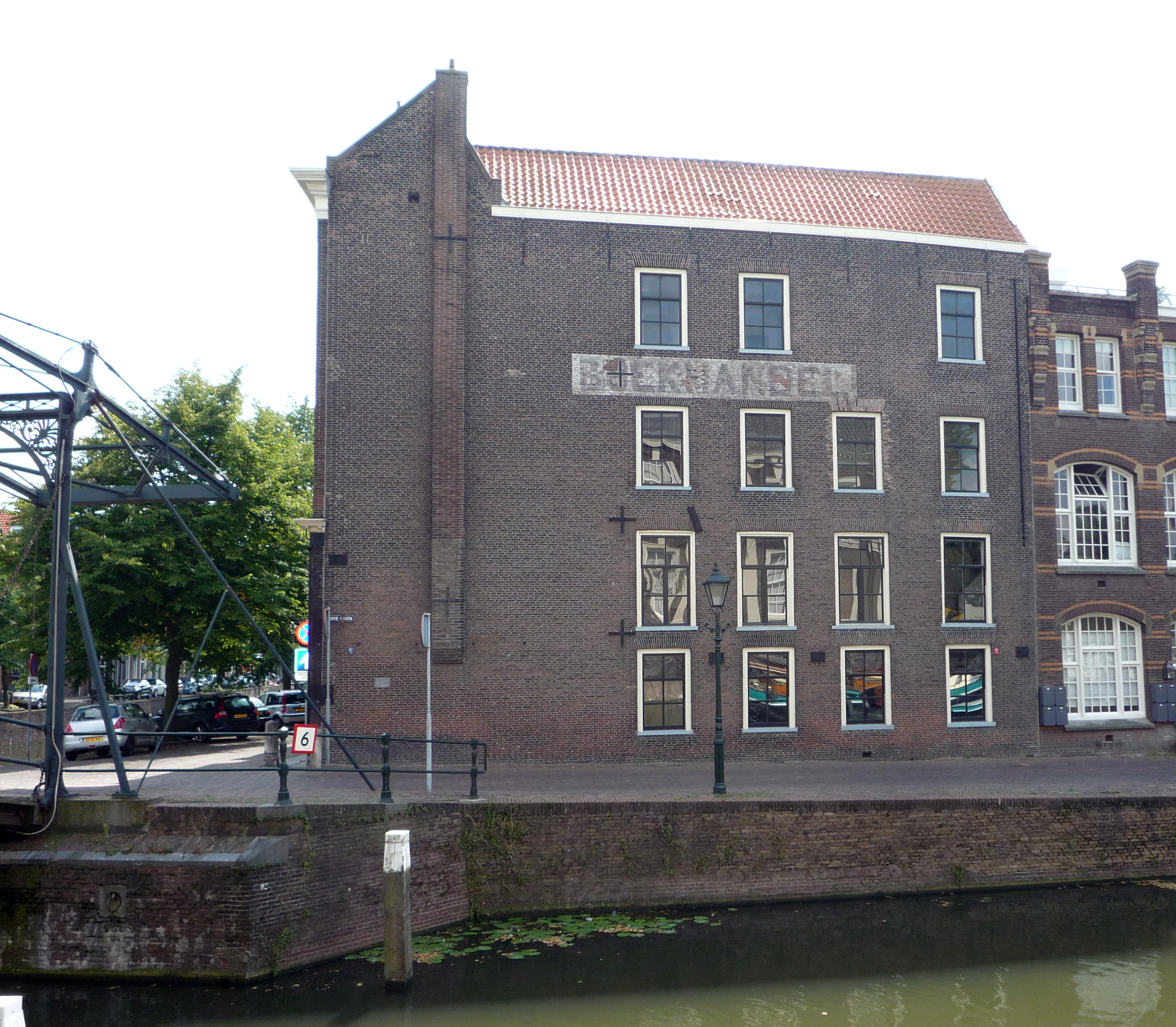
Zijgevel
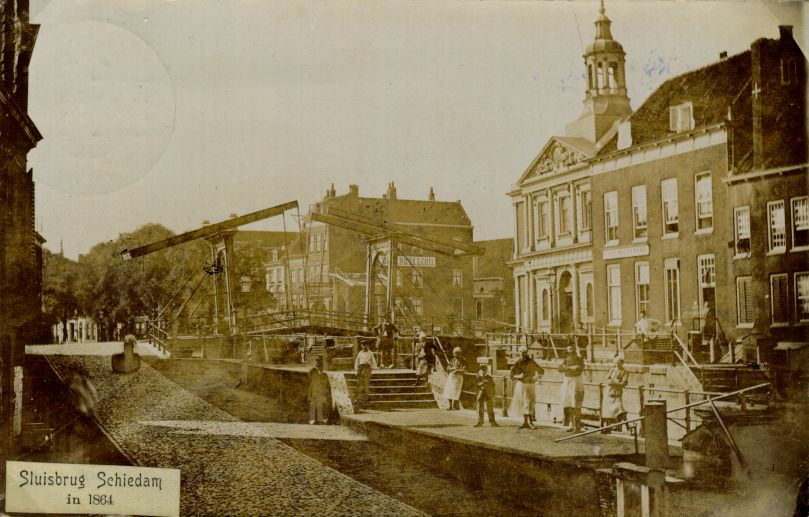
Foto uit 1864